# Cervignasco
Cervignasco (Servignasch in piemontese) è una frazione di Saluzzo e si trova all'estremità  nord del comune.
Confina ad est con il comune di Torre San Giorgio, ad ovest con il comune di Cardè e a sud con Saluzzo.

## Storia
Cervignasco nacque come insediamento romano, con il nome di Villa Cervinia, per poi divenire proprietà del marchesato di Saluzzo dal 1142. A partire dal 1335 divenne feudo dei Della Chiesa, che qui costruirono il proprio palazzo nobiliare e ne fecero sede di una piccola contea. La notorietà di Cervignasco è legata ai conti Della Chiesa, o variante Dalla Chiesa, tanto che è frequente anche trovare come cognome proprio la dicitura "Della Chiesa di Cervignasco". Il feudo fu soppresso nel 1797 dalle riforme napoleoniche  e fu aggregato al comune di Saluzzo.

## Monumenti e luoghi d'interesse
Non resta più traccia in paese della fortezza di Cervignasco citata in alcuni testi storici, così come nemmeno della chiesa citata a partire dall'anno 989. In paese è oggi presente la chiesa di Santa Margherita, risalente al 1789, e il palazzo nobiliare dei conti Della Chiesa, dove sono conservate le spoglie di San Vittorio martire.

## Infrastrutture e trasporti
Fra il 1884 e il 1986 l'abitato era servito da una stazione posta lungo la ferrovia Airasca-Saluzzo.